# Pentózofosfátový cyklus

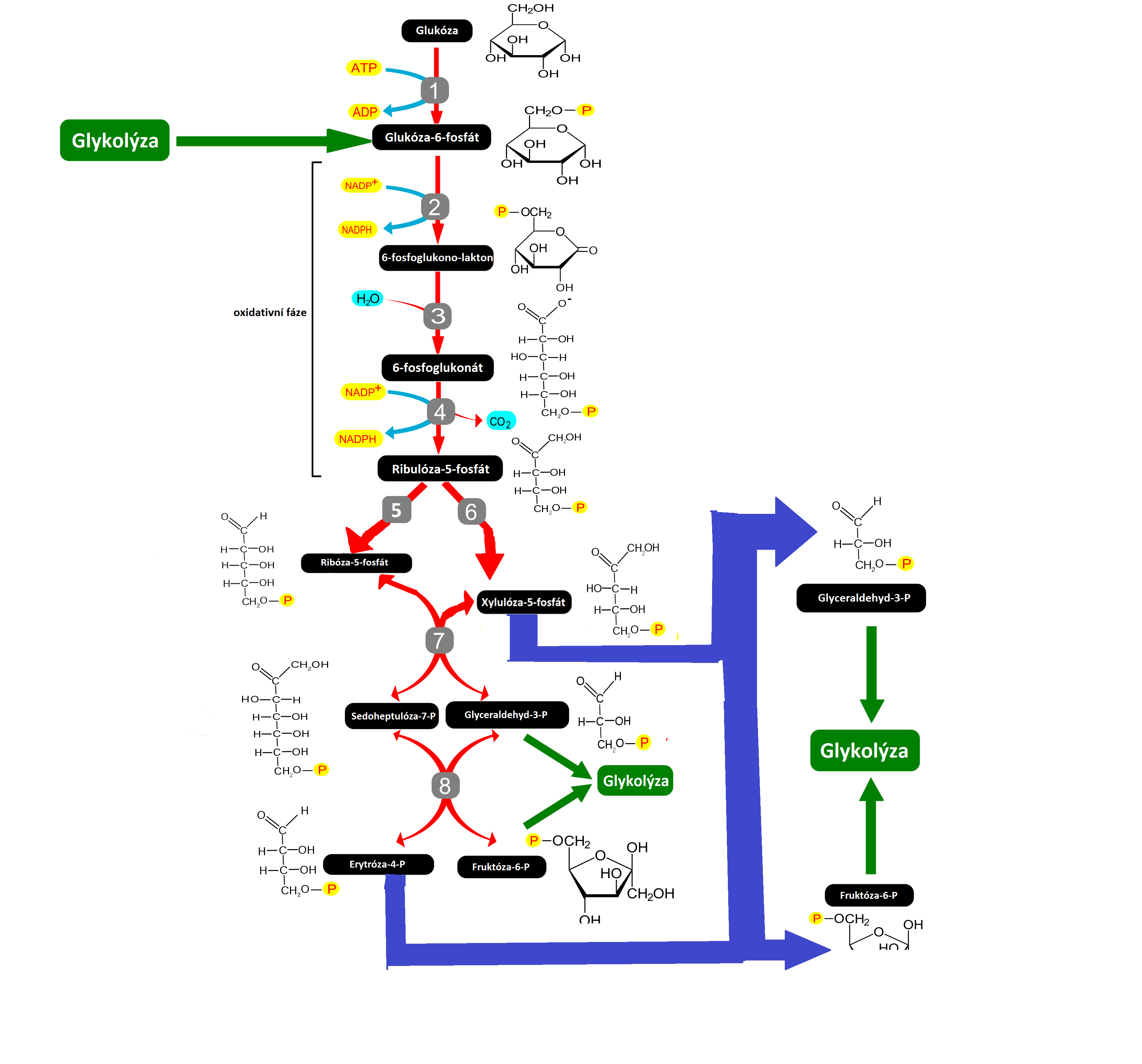
Pentosový cyklus

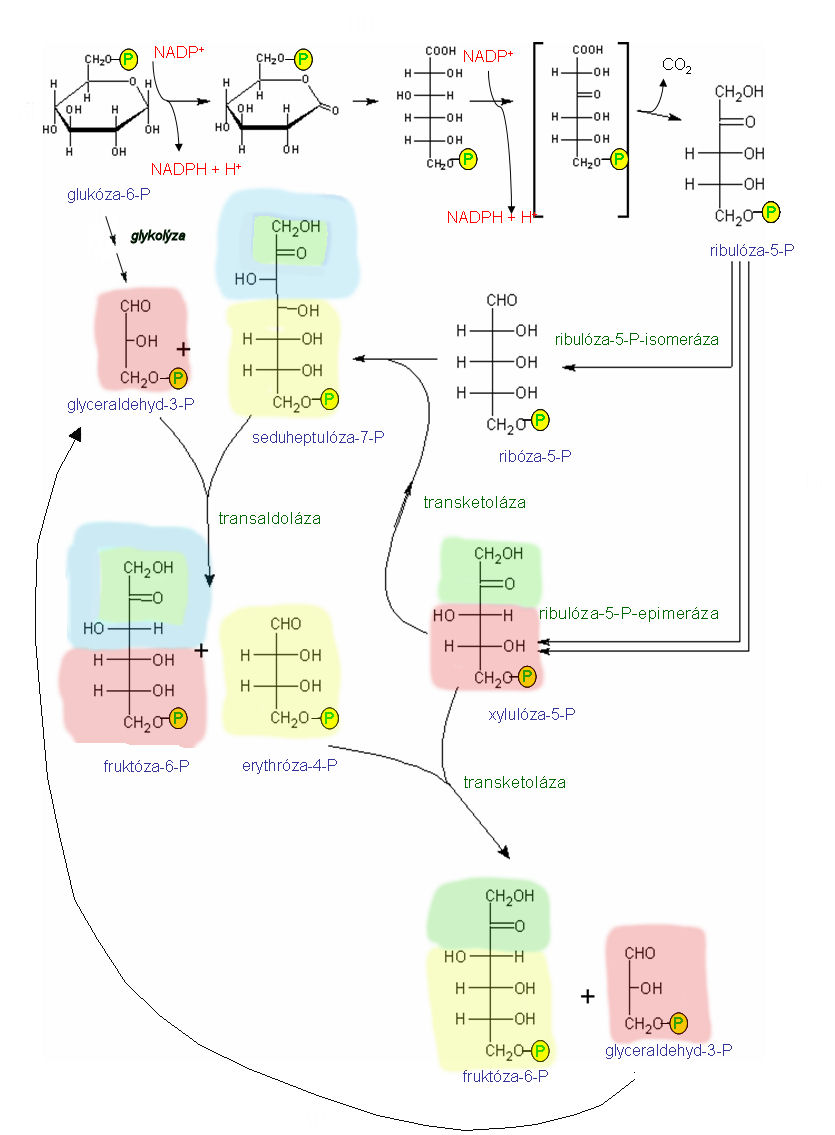
Pentózofosfátový cyklus

Pentózofosfátový cyklus (také pentózový cyklus, hexózamonofosfátový zkrat či HMP zkrat) je metabolická dráha, pomocí které se v buňce produkuje NADPH a pětiuhlíkaté sacharidy (pentózy). Vzniklé NADPH je využíváno v anabolických dějích (hlavně syntéza mastných kyselin a steroidních látek), zatímco pentózy mohou dát vzniknout ribóze, která je důležitá pro syntézu RNA i DNA. Z důvodu výstavby lipidů a steroidů probíhá pentózofosfátový cyklus hlavně v játrech, tukové tkáni, mléčných žlázách, vaječnících, varlatech a kůře nadledvin.
Pentosofosfátový cyklus je analogickým odbouráváním glukózy ke glykolýze, při kterém ovšem nevzniká ATP, ale pouze zredukovaný analog NADH – NADPH. Za přibližně 30 % glukózy degradované v játrech je zodpovědný právě pentózofosfátový cyklus. Pro živočišné a houbové buňky je pentózofosfátový cyklus hlavním zdrojem redukované formy tohoto kofaktoru (u rostlin takto slouží světelná fáze fotosyntézy).
Pentosofosfátový cyklus lze zapsat souhrnnou rovnicí: 6 Glc-6-P + 12 NADP+ → 5 Fru-6-P + 6 CO2+ 12 NADPH + 12 H+
Pentosofosfátový cyklus lze rozdělit do tří fází – oxidace a vznik NADPH, epimerizace a izomerizace, transaldolázové a transketolázové reakce. Někdy bývá první fáze označovaná také za oxidační (oxidativní) pentosofosfátovou dráhu a další dvě dráhy za neoxidační (neoxidativní) pentosofosfátovou dráhu 

## Oxidace a vznik NADPH
Látkou, která vstupuje do pentosofosfátového cyklu, je glukóza-6-fosfát (Glc-6-P), která může vznikat dvěma způsoby – fosforylací glukózy nebo štěpením glykogenu (následované izomerací vzniklé glukózy-1-fosfátu na glukózu-6-fosfát). Během dvou následných oxidacích je glukóza-6-fosfát přeměněna na ribulózu-5-fosfát (pentózu o jeden uhlík kratší) za vzniku dvou molekul NADPH a jedné molekuly CO2.
V prvním kroku je oxidována glukóza-6-fosfát na prvním uhlíku za vzniku cyklického esteru – laktonu : 6-fosfo-glukono-δ-laktonu (δ značí, že hydroxylová skupina pro vznik esteru se nachází na δ-uhlíku). Při oxidaci vzniká první redukovaná molekula NADPH.
Vzniklý lakton se spontánně nebo enzymaticky štěpí za vzniku kyseliny 6-fosfoglukonové, která je substrátem pro další oxidaci, tentokrát na třetím uhlíku. Vzniká nestabilní kyselina 3-oxo-6-fosfoglukonová (β-oxokyselina), která spontánně dekarboxyluje (dekarboxylace β-oxokyselin). Vzniká ribulóza-5-fosfát spolu s druhou molekulou NADPH a CO2.

## Epimerizace a isomerizace
Vzniklý ribulóza-5-fosfát je izomerací (resp. epimerací) přeměněn na další pentózy – xylulóza-5-fosfát a ribóza-5-fosfát. Ribóza (i xylulóza) může být využita v další části cyklu za vzniku fruktózy-6-fosfátu, nebo může být v případě potřeby využita k syntéze nukleotidů (a deoxyribonukleotidů) pro syntézu RNA a DNA. Naopak nadbytečná ribóza (např. z potravy) může být v další části cyklu přeměněna na fruktózu a využita v glykolýze, pentosofosfátovém cyklu, popříkladě k výstavbě glykogenu).

## Transketolázové a transaldolázové reakce

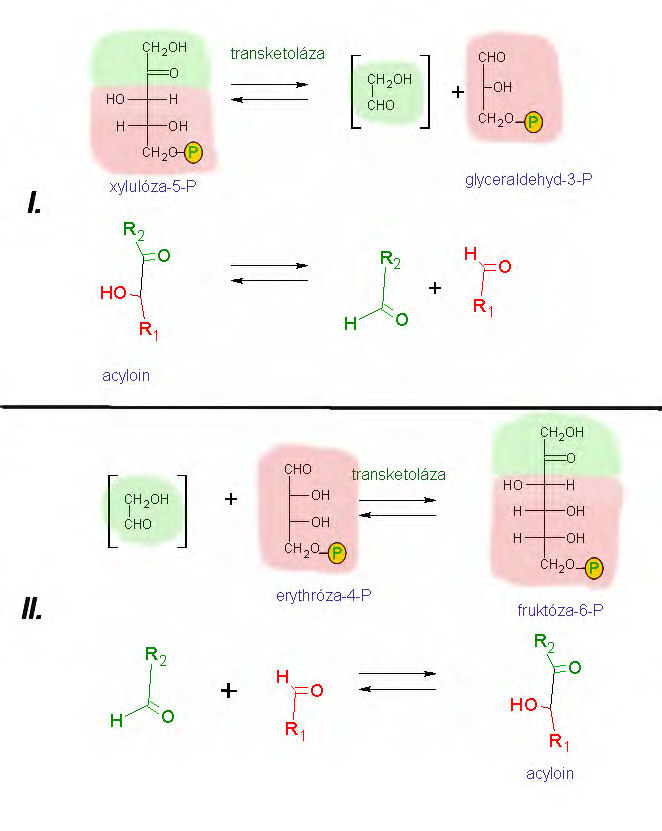
transketolázy

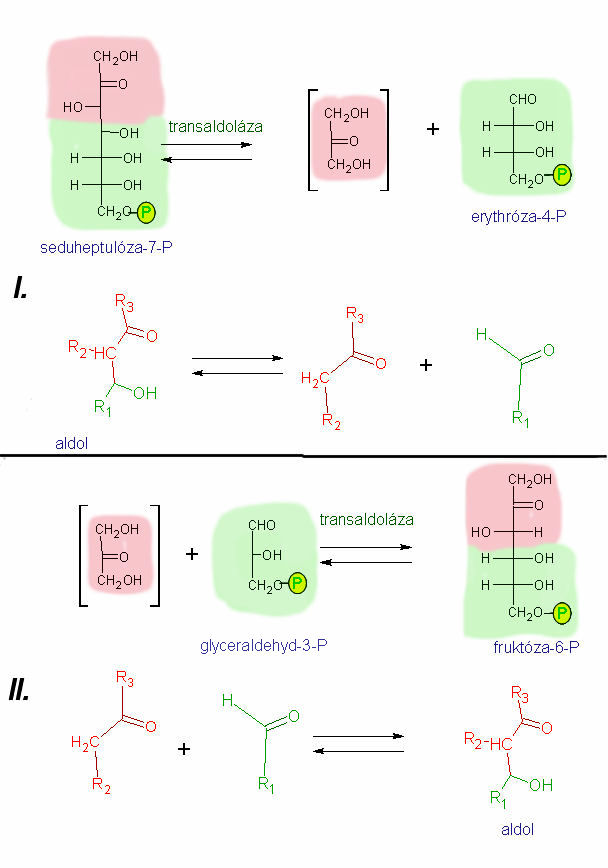
transaldolázy

Působením enzymů transketolázy a transaldolázy dochází ke přeskupování dvou- a tříuhlíkatých zbytků, které nakonec dává vzniknout fruktóze-6-fosfátu.

### Transketolázy
Transketoláza přenáší dvouuhlíkaté zbytky. (Trans)ketolázy obecně rozpoznávají tzv. acyloinovou strukturu, kterou jsou schopné štěpit i syntetizovat. Jako kofaktor, který přenáší dvouuhlíkaté zbytky ketolázám slouží thiaminpyrofosfát (TPP).

### Transaldolázy
Transaldolázy přenáší tříuhlíkaté zbytky. (Trans)aldolázy obecně rozpoznávají aldolovou strukturu, kterou jsou schopné štěpit a syntetizovat. V aktivním centru aldoláz se nachází lysin, který katalyzuje reakci přes Schiffovu bázi.

## NADP+/NADPH
NADP+ neboli nikotinamidadenindinukleotidfosfát je fosforylovaná forma NAD+ (nikotinamiddinukletid). Stejně jako NAD+ i NADP+ je kofaktorem oxidoreduktáz (enzymů katalyzujících oxidoredukční děje). Přestože rozdíl mezi nimi není veliký, metabolicky jsou většinou nezaměnitelné. Zatímco NAD+/NADH dodává protony (H+) a elektrony (e−) do dýchacího řetězce v mitochondrii, kde jsou využity nepřímo na syntézu ATP, NADP+/NADPH je využíván v cytoplazmě k syntetickým procesům (například syntéze mastných kyselin, steroidních látek, nebo oxidu dusnatého). NADPH je také využíváno makrofágy k produkci baktericidních kyslíkových radikálů (jako jsou peroxidový a superoxidový), pomocí enzymu NADPH oxidázy (oxidační/respirační vzplanutí)
| NADP+ | NADPH |
| ----- | ----- |
|       |       |

## Enzymy
| název                          | katalyzovaná reakce                                                                      |
| glukóza-6-fosfát dehydrogenáza | glukóza-6-fosfát + NADP+ → 6-fosfoglukonolakton + NADPH + H+                             |
| 6-fosfoglukonolaktonáza        | 6-fosfoglukonolakton → kyselina 6-fosfoglukonová                                         |
| 6-fosfoglukonátdehydrogenáza   | kyselina 6-fosfoglukonová + NADP+ → ribulóza-5-fosfát + NADPH +H+ + CO2                  |
| fosfopentózoizomeráza          | ribulóza-5-fosfát → ribóza-5-fosfát                                                      |
| fosfopentózoepimeráza          | ribulóza-5-fosfát → xylulóza-5-fosfát                                                    |
| transketoláza                  | xylulóza-5-fosfát + ribóza-5-fosfát → seduheptulóza-7-fosfát + glyceraldehyd-3-fosfát    |
| transketoláza                  | xylulóza-5-fosfát + erythróza-4-fosfát → fruktóza-6-fosfát + glyceraldehyd-3-fosfát      |
| transaldoláza                  | seduheptulóza-7-fosfát + glyceraldehyd-3-fosfát → fruktóza-6-fosfát + erythróza-4-fosfát |

## Regulace
Klíčovým enzymem pro regulaci pentosofosfátového cyklu je glukóza-6-fosfátdehydrogenáza (G6PD). Tento enzym je aktivován NADP+. To znamená, že jestliže buňka syntetizuje a spotřebovává NADPH, narůstá koncentrace NADP+ a tím i aktivita glukóza-6-fosfátdehydrogenázy. V některých tkáních je navíc tento enzym částečně i pod hormonální kontrolou.

## Poruchy
Přibližně 400 milionů lidí na světě trpí vrozenou deficiencí (nedostatkem) enzymu glukóza-6-fosfátdehydrogenázy (G6PD) (pravděpodobně nejčastější enzymová deficience vůbec). Lidé trpící touto chorobou jsou více náchylní k oxidačnímu stresu, což se projevuje hlavně předčasnou degradací jejich červených krvinek (hemolytická anémie). Deficience G6PD je většinou důsledkem mutace, která snižuje jeho stabilitu. Červené krvinky jsou bezjaderné buňky, kterou jsou transkripčně neaktivní a nemohou si tedy doplňovat zásoby G6PD. Vlivem nestability jsou koncentrace aktivního enzymu v těchto krvinkách velmi nízké a při zvýšeném oxidačním stresu jsou tyto buňky nenávratně poškozeny.
G6PD nepřímo ovlivňuje oxidoredukční prostředí v buňce produkcí NADPH. Tento kofaktor je totiž nezbytný k regeneraci glutathionu. Glutathion (GSH) je tripeptid (peptid složený ze tří aminokyselin), který chrání buňku před oxidačním stresem. Obsahuje cystein, jehož thiolová skupina může být oxidována glutathionperoxidázou za tvorby S-S můstku mezi dvěma molekulami glutathionu (GSSG):
2 GSH + R-O-O-H (peroxid) → GSSG + ROH +H2O
Ke zpětné redukci oxidovaného glutathionu (GSSG) je zapotřebí enzymu glutathionreduktázy, která jako kofaktor používá právě NADPH.
Deficience G6PD se vyskytuje hlavně v malarických oblastech, podobně jako srpkovitá anémie pravděpodobně zvyšuje odolnost lidí vůči malárii.

## Propojení s glykolýzou
Pentosofosfátový cyklus úzce souvisí s glykolýzou. Obě metabolické dráhy spolu sdílí některé klíčové metabolity, které umožňují pružné přepínání mezi nimi podle aktuálních potřeb buňky (hlavně nedostatek ATP, NADPH nebo ribózy). Jsou to glukóza-6-fosfát, fruktóza-6-fosfát a glyceraldehyd-3-fosfát.